# Elisabetta Pasini
Elisabetta Pasini (Venezia, 19 ottobre 1967) è un'ex cestista italiana.

## Carriera
Ala di 180 cm, ha giocato in Serie A1 con Priolo Gargallo, Alcamo e PCR Messina.

## Palmarès
- Coppa dei Campioni: 1
Trogylos Priolo: 1989-90